# Release the Panic: Recalibrated
Albums de Red
Release The Panic
(2013) Of Beauty and Rage
(2015)
Release the Panic: Recalibrated est le premier album de remix du groupe de Rock alternatif américain, Red. Cet album est le dernier avec batteur Joe Rickard qui a quitté le groupe en janvier 2014, tout en continuant de finir l'enregistrement de cet album.
Cet album reprend plusieurs pistes du précédent album Release The Panic, tout en redonnant une place plus importante aux instruments à cordes et à l'orchestre, se rapprochant ainsi plus des sonorités des premiers albums End of Silence et Innocence & Instinct. C'est donc un retour aux sources pour le groupe.
Release The Panic : Recalibrated comporte enfin une nouvelle piste Run and Escape.

## Liste des pistes
| 1. | Run and Escape                   | 4:09 |
| 2. | Release The Panic : Recalibrated | 3:27 |
| 3. | Damage : Recalibrated            | 3:42 |
| 4. | As You Go : Recalibrated         | 3:59 |
| 5. | Glass House : Recalibrated       | 3:30 |
| 6. | Hold Me Now : Recalibrated       | 3:52 |
| 7. | So Far Away : Recalibrated       | 3:55 |

## Crédits
- Michael Barnes - Chant
- Anthony Armstrong - Guitare solo, chœurs
- Randy Armstrong - Basse, chœurs
- Joe Rickard - Batterie